# Pierre Hostein
Pierre Hostein foi um ciclista francês que participava em competições de ciclismo de pista. Representou França nos Jogos Olímpicos de Verão de 1908 em Londres, competindo nas corridas de 20 km e 100 km.